# 17e étape du Tour de France 2022
Pour un article plus général, voir Tour de France 2022.
La 17e étape du Tour de France 2022 se déroule le mercredi 20 juillet 2022 entre Saint-Gaudens et Peyragudes, sur une distance de 129,7 kilomètres.

## Parcours
Cette dix-septième étape du Tour de France démarre à Saint-Gaudens, en Haute-Garonne, part en direction du Comminges, en passant par Martres-de-Rivière, Labroquère et Saint-Bertrand-de-Comminges, entre dans les Hautes-Pyrénées à Tibiran-Jaunac et se dirige vers La Barthe-de-Neste dans le pays des Nestes.
Puis on pénètre, direction sud, en vallée d'Aure jusqu’à Arreau où démarre l’ascension du col d'Aspin donné à 1 493 m, premier gros obstacle du jour, puis c'est la descente en vallée de Campan vers Payolle où on réattaque aussitôt la montée de la Hourquette d'Ancizan donné à 1 564 m.
La descente traverse à Guchen en direction de Saint-Lary-Soulan où débute l’ascension du col d'Azet donné à 1 585 m, avant‑dernier obstacle du jour, qui permet de passer en vallée du Louron. On atteint le lac de Génos-Loudenvielle qu’on contourne par le sud pour se diriger vers la route départementale D 918 qui mène au col de Peyresourde et enfin à l'arrivée à l'altiport de Peyragudes, sommet classé en première catégorie et 129,7 km de course.

## Résultats

### Classement de l'étape
| Classement de la 17e étape | Classement de la 17e étape | Classement de la 17e étape | Classement de la 17e étape         | Classement de la 17e étape |
|                            | Coureur                    | Pays                       | Équipe                             | Temps                      |
| -------------------------- | -------------------------- | -------------------------- | ---------------------------------- | -------------------------- |
| 1er                        | Tadej Pogačar              | Slovénie                   | UAE Team Emirates                  | en 3 h 25 min 51 s         |
| 2e                         | Jonas Vingegaard           | Danemark                   | Jumbo-Visma                        | + 0 s                      |
| 3e                         | Brandon McNulty            | États-Unis                 | UAE Team Emirates                  | + 32 s                     |
| 4e                         | Geraint Thomas             | Grande-Bretagne            | Ineos Grenadiers                   | + 2 min 7 s                |
| 5e                         | Alexey Lutsenko            | Kazakhstan                 | Astana Qazaqstan                   | + 2 min 34 s               |
| 6e                         | Romain Bardet              | France                     | Team DSM                           | + 2 min 38 s               |
| 7e                         | David Gaudu                | France                     | Groupama-FDJ                       | + 3 min 27 s               |
| 8e                         | Aleksandr Vlasov           | Bannière neutre            | Bora-Hansgrohe                     | + 3 min 32 s               |
| 9e                         | Louis Meintjes             | Afrique du Sud             | Intermarché-Wanty-Gobert Matériaux | + 3 min 32 s               |
| 10e                        | Nairo Quintana             | Colombie                   | Arkéa-Samsic                       | + 3 min 32 s               |
| modifier                   |                            |                            |                                    |                            |

### Bonifications en temps
|   | Coureur          | Pays       | Équipe            | Secondes |
| - | ---------------- | ---------- | ----------------- | -------- |
| 1 | Tadej Pogačar    | Slovénie   | UAE Team Emirates | 10 s     |
| 2 | Jonas Vingegaard | Danemark   | Jumbo-Visma       | 6 s      |
| 3 | Brandon McNulty  | États-Unis | UAE Team Emirates | 4 s      |

### Points attribués
| Sprint intermédiaire La Barthe-de-Neste (km 32,9) | Sprint intermédiaire La Barthe-de-Neste (km 32,9) | Sprint intermédiaire La Barthe-de-Neste (km 32,9) | Sprint intermédiaire La Barthe-de-Neste (km 32,9) | Sprint intermédiaire La Barthe-de-Neste (km 32,9) |
| ------------------------------------------------- | ------------------------------------------------- | ------------------------------------------------- | ------------------------------------------------- | ------------------------------------------------- |
|                                                   | Coureur                                           | Pays                                              | Équipe                                            | Point(s)                                          |
| 1er                                               | Jasper Philipsen                                  | Belgique                                          | Alpecin-Deceuninck                                | 20                                                |
| 2e                                                | Wout van Aert                                     | Belgique                                          | Jumbo-Visma                                       | 17                                                |
| 3e                                                | Michael Matthews                                  | Australie                                         | Team BikeExchange-Jayco                           | 15                                                |
| 4e                                                | Nick Schultz                                      | Australie                                         | Team BikeExchange-Jayco                           | 13                                                |
| 5e                                                | Alexander Krieger                                 | Allemagne                                         | Alpecin-Deceuninck                                | 11                                                |
| 6e                                                | Gregor Mühlberger                                 | Autriche                                          | Movistar                                          | 10                                                |
| 7e                                                | Simon Geschke                                     | Allemagne                                         | Cofidis                                           | 9                                                 |
| 8e                                                | Filippo Ganna                                     | Italie                                            | Ineos Grenadiers                                  | 8                                                 |
| 9e                                                | Gorka Izagirre                                    | Espagne                                           | Movistar                                          | 7                                                 |
| 10e                                               | Edward Planckaert                                 | Belgique                                          | Alpecin-Deceuninck                                | 6                                                 |
| 11e                                               | Alberto Bettiol                                   | Italie                                            | EF Education-EasyPost                             | 5                                                 |
| 12e                                               | Guy Niv                                           | Israël                                            | Israel-Premier Tech                               | 4                                                 |
| 13e                                               | Benjamin Thomas                                   | France                                            | Cofidis                                           | 3                                                 |
| 14e                                               | Georg Zimmermann                                  | Allemagne                                         | Intermarché-Wanty-Gobert Matériaux                | 2                                                 |
| 15e                                               | Tom Pidcock                                       | Grande-Bretagne                                   | Ineos Grenadiers                                  | 1                                                 |
| modifier                                          |                                                   |                                                   |                                                   |                                                   |

| Arrivée d'étape Peyragudes (km 129,7) | Arrivée d'étape Peyragudes (km 129,7) | Arrivée d'étape Peyragudes (km 129,7) | Arrivée d'étape Peyragudes (km 129,7) | Arrivée d'étape Peyragudes (km 129,7) |
| ------------------------------------- | ------------------------------------- | ------------------------------------- | ------------------------------------- | ------------------------------------- |
|                                       | Coureur                               | Pays                                  | Équipe                                | Point(s)                              |
| 1er                                   | Tadej Pogačar                         | Slovénie                              | UAE Team Emirates                     | 20                                    |
| 2e                                    | Jonas Vingegaard                      | Danemark                              | Jumbo-Visma                           | 17                                    |
| 3e                                    | Brandon McNulty                       | États-Unis                            | UAE Team Emirates                     | 15                                    |
| 4e                                    | Geraint Thomas                        | Grande-Bretagne                       | Ineos Grenadiers                      | 13                                    |
| 5e                                    | Alexey Lutsenko                       | Kazakhstan                            | Astana Qazaqstan                      | 11                                    |
| 6e                                    | Romain Bardet                         | France                                | Team DSM                              | 10                                    |
| 7e                                    | David Gaudu                           | France                                | Groupama-FDJ                          | 9                                     |
| 8e                                    | Aleksandr Vlasov                      | Bannière neutre                       | Bora-Hansgrohe                        | 8                                     |
| 9e                                    | Louis Meintjes                        | Afrique du Sud                        | Intermarché-Wanty-Gobert Matériaux    | 7                                     |
| 10e                                   | Nairo Quintana                        | Colombie                              | Arkéa-Samsic                          | 6                                     |
| 11e                                   | Nick Schultz                          | Australie                             | Team BikeExchange-Jayco               | 5                                     |
| 12e                                   | Enric Mas                             | Espagne                               | Movistar                              | 4                                     |
| 13e                                   | Valentin Madouas                      | France                                | Groupama-FDJ                          | 3                                     |
| 14e                                   | Giulio Ciccone                        | Italie                                | Trek-Segafredo                        | 2                                     |
| 15e                                   | Bob Jungels                           | Luxembourg                            | AG2R Citroën                          | 1                                     |
| modifier                              |                                       |                                       |                                       |                                       |

### Cols et côtes
| Col d'Aspin (km 65,7) 1re catégorie (12,0 km à 6,5 %) | Col d'Aspin (km 65,7) 1re catégorie (12,0 km à 6,5 %) | Col d'Aspin (km 65,7) 1re catégorie (12,0 km à 6,5 %) | Col d'Aspin (km 65,7) 1re catégorie (12,0 km à 6,5 %) | Col d'Aspin (km 65,7) 1re catégorie (12,0 km à 6,5 %) |
| ----------------------------------------------------- | ----------------------------------------------------- | ----------------------------------------------------- | ----------------------------------------------------- | ----------------------------------------------------- |
|                                                       | Coureur                                               | Pays                                                  | Équipe                                                | Point(s)                                              |
| 1er                                                   | Thibaut Pinot                                         | France                                                | Groupama-FDJ                                          | 10                                                    |
| 2e                                                    | Alexey Lutsenko                                       | Kazakhstan                                            | Astana Qazaqstan                                      | 8                                                     |
| 3e                                                    | Simon Geschke                                         | Allemagne                                             | Cofidis                                               | 6                                                     |
| 4e                                                    | Giulio Ciccone                                        | Italie                                                | Trek-Segafredo                                        | 4                                                     |
| 5e                                                    | Quinn Simmons                                         | États-Unis                                            | Trek-Segafredo                                        | 2                                                     |
| 6e                                                    | Chris Hamilton                                        | Australie                                             | Team DSM                                              | 1                                                     |
| modifier                                              |                                                       |                                                       |                                                       |                                                       |

| Hourquette d'Ancizan (km 81,6) 2e catégorie (8,2 km à 5,1 %) | Hourquette d'Ancizan (km 81,6) 2e catégorie (8,2 km à 5,1 %) | Hourquette d'Ancizan (km 81,6) 2e catégorie (8,2 km à 5,1 %) | Hourquette d'Ancizan (km 81,6) 2e catégorie (8,2 km à 5,1 %) | Hourquette d'Ancizan (km 81,6) 2e catégorie (8,2 km à 5,1 %) |
| ------------------------------------------------------------ | ------------------------------------------------------------ | ------------------------------------------------------------ | ------------------------------------------------------------ | ------------------------------------------------------------ |
|                                                              | Coureur                                                      | Pays                                                         | Équipe                                                       | Point(s)                                                     |
| 1er                                                          | Thibaut Pinot                                                | France                                                       | Groupama-FDJ                                                 | 5                                                            |
| 2e                                                           | Alexey Lutsenko                                              | Kazakhstan                                                   | Astana Qazaqstan                                             | 3                                                            |
| 3e                                                           | Giulio Ciccone                                               | Italie                                                       | Trek-Segafredo                                               | 2                                                            |
| 4e                                                           | Pierre-Luc Périchon                                          | France                                                       | Cofidis                                                      | 1                                                            |
| modifier                                                     |                                                              |                                                              |                                                              |                                                              |

| Col de Val Louron-Azet (km 109,5) 1re catégorie (10,7 km à 6,8 %) | Col de Val Louron-Azet (km 109,5) 1re catégorie (10,7 km à 6,8 %) | Col de Val Louron-Azet (km 109,5) 1re catégorie (10,7 km à 6,8 %) | Col de Val Louron-Azet (km 109,5) 1re catégorie (10,7 km à 6,8 %) | Col de Val Louron-Azet (km 109,5) 1re catégorie (10,7 km à 6,8 %) |
| ----------------------------------------------------------------- | ----------------------------------------------------------------- | ----------------------------------------------------------------- | ----------------------------------------------------------------- | ----------------------------------------------------------------- |
|                                                                   | Coureur                                                           | Pays                                                              | Équipe                                                            | Point(s)                                                          |
| 1er                                                               | Tadej Pogačar                                                     | Slovénie                                                          | UAE Team Emirates                                                 | 10                                                                |
| 2e                                                                | Jonas Vingegaard                                                  | Danemark                                                          | Jumbo-Visma                                                       | 8                                                                 |
| 3e                                                                | Brandon McNulty                                                   | États-Unis                                                        | UAE Team Emirates                                                 | 6                                                                 |
| 4e                                                                | Alexey Lutsenko                                                   | Kazakhstan                                                        | Astana Qazaqstan                                                  | 4                                                                 |
| 5e                                                                | Geraint Thomas                                                    | Grande-Bretagne                                                   | Ineos Grenadiers                                                  | 2                                                                 |
| 6e                                                                | Sepp Kuss                                                         | États-Unis                                                        | Jumbo-Visma                                                       | 1                                                                 |
| modifier                                                          |                                                                   |                                                                   |                                                                   |                                                                   |

| Peyragudes (km 129,7) 1re catégorie (8,0 km à 7,8 %) | Peyragudes (km 129,7) 1re catégorie (8,0 km à 7,8 %) | Peyragudes (km 129,7) 1re catégorie (8,0 km à 7,8 %) | Peyragudes (km 129,7) 1re catégorie (8,0 km à 7,8 %) | Peyragudes (km 129,7) 1re catégorie (8,0 km à 7,8 %) |
| ---------------------------------------------------- | ---------------------------------------------------- | ---------------------------------------------------- | ---------------------------------------------------- | ---------------------------------------------------- |
|                                                      | Coureur                                              | Pays                                                 | Équipe                                               | Point(s)                                             |
| 1er                                                  | Tadej Pogačar                                        | Slovénie                                             | UAE Team Emirates                                    | 10                                                   |
| 2e                                                   | Jonas Vingegaard                                     | Danemark                                             | Jumbo-Visma                                          | 8                                                    |
| 3e                                                   | Brandon McNulty                                      | États-Unis                                           | UAE Team Emirates                                    | 6                                                    |
| 4e                                                   | Geraint Thomas                                       | Grande-Bretagne                                      | Ineos Grenadiers                                     | 4                                                    |
| 5e                                                   | Alexey Lutsenko                                      | Kazakhstan                                           | Astana Qazaqstan                                     | 2                                                    |
| 6e                                                   | Romain Bardet                                        | France                                               | Team DSM                                             | 1                                                    |
| modifier                                             |                                                      |                                                      |                                                      |                                                      |

### Prix de la combativité
- Brandon McNulty (UAE Team Emirates)

## Classements à l'issue de l'étape

### Classement général
| Classement général | Classement général | Classement général | Classement général                 | Classement général  |
|                    | Coureur            | Pays               | Équipe                             | Temps               |
| ------------------ | ------------------ | ------------------ | ---------------------------------- | ------------------- |
| 1er                | Jonas Vingegaard   | Danemark           | Jumbo-Visma                        | en 67 h 53 min 54 s |
| 2e                 | Tadej Pogačar      | Slovénie           | UAE Team Emirates                  | + 2 min 18 s        |
| 3e                 | Geraint Thomas     | Grande-Bretagne    | Ineos Grenadiers                   | + 4 min 56 s        |
| 4e                 | Nairo Quintana     | Colombie           | Arkéa-Samsic                       | + 7 min 53 s        |
| 5e                 | David Gaudu        | France             | Groupama-FDJ                       | + 7 min 57 s        |
| 6e                 | Romain Bardet      | France             | Team DSM                           | + 9 min 21 s        |

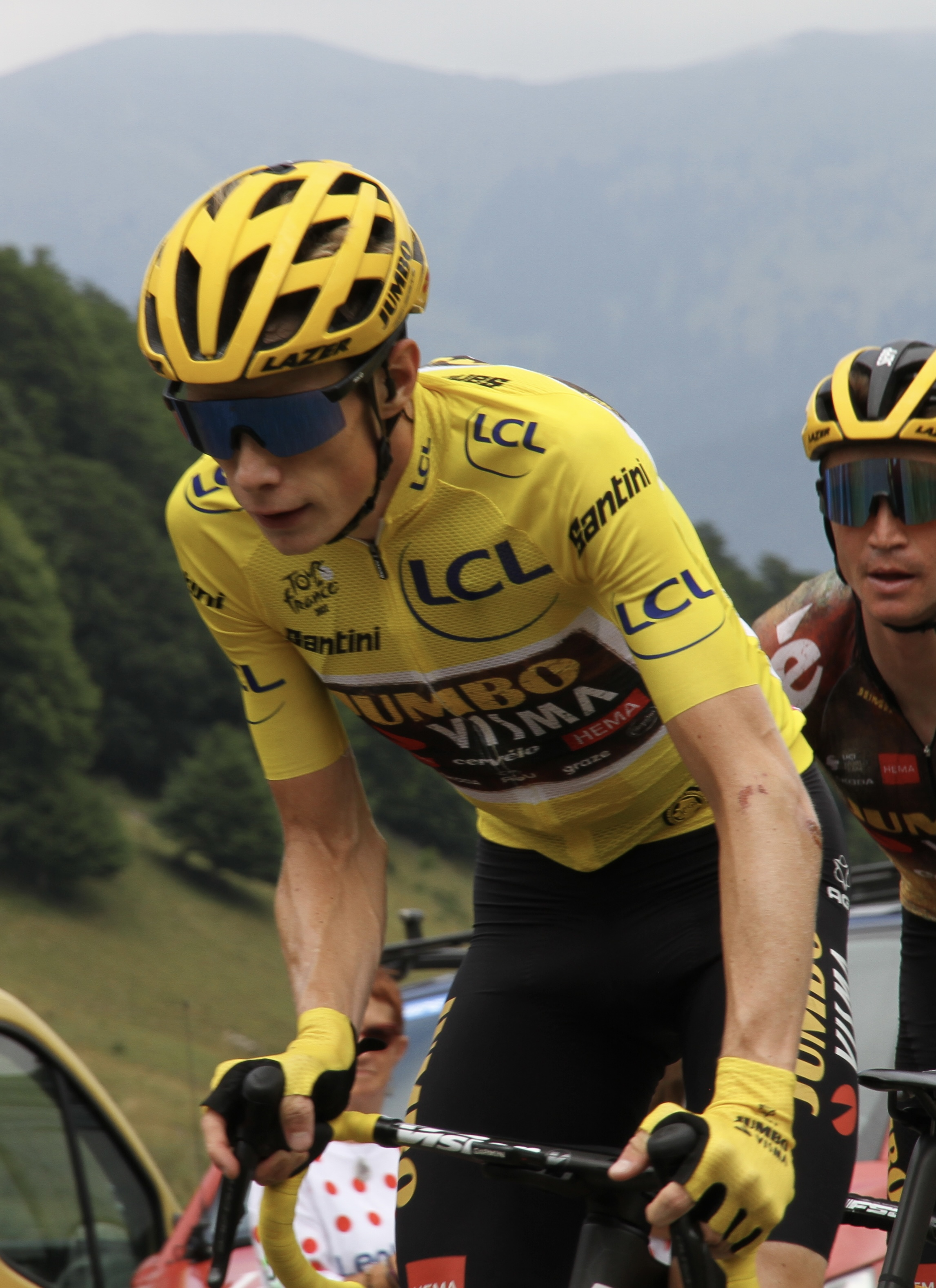
Jonas Vingegaard lors de la.

| 7e                 | Louis Meintjes     | Afrique du Sud     | Intermarché-Wanty-Gobert Matériaux | + 9 min 24 s        |
| 8e                 | Aleksandr Vlasov   | Bannière neutre    | Bora-Hansgrohe                     | + 9 min 56 s        |
| 9e                 | Adam Yates         | Grande-Bretagne    | Ineos Grenadiers                   | + 14 min 33 s       |
| 10e                | Enric Mas          | Espagne            | Movistar                           | + 16 min 35 s       |
| modifier           |                    |                    |                                    |                     |

| Classement par points | Classement par points | Classement par points | Classement par points   | Classement par points |
| --------------------- | --------------------- | --------------------- | ----------------------- | --------------------- |
|                       | Coureur               | Pays                  | Équipe                  | Point(s)              |
| 1er                   | Wout van Aert         | Belgique              | Jumbo-Visma             | 416 points            |
| 2e                    | Tadej Pogačar         | Slovénie              | UAE Team Emirates       | 202 pts               |
| 3e                    | Jasper Philipsen      | Belgique              | Alpecin-Deceuninck      | 196 pts               |
| 4e                    | Mads Pedersen         | Danemark              | Trek-Segafredo          | 158 pts               |
| 5e                    | Fabio Jakobsen        | Pays-Bas              | Quick-Step Alpha Vinyl  | 155 pts               |
| 6e                    | Michael Matthews      | Australie             | Team BikeExchange-Jayco | 133 pts               |
| 7e                    | Christophe Laporte    | France                | Jumbo-Visma             | 121 pts               |
| 8e                    | Jonas Vingegaard      | Danemark              | Jumbo-Visma             | 115 pts               |
| 9e                    | Peter Sagan           | Slovaquie             | TotalEnergies           | 104 pts               |
| 10e                   | Fred Wright           | Grande-Bretagne       | Bahrain Victorious      | 83 pts                |
| modifier              |                       |                       |                         |                       |

| Classement du meilleur grimpeur | Classement du meilleur grimpeur | Classement du meilleur grimpeur | Classement du meilleur grimpeur    | Classement du meilleur grimpeur |
| ------------------------------- | ------------------------------- | ------------------------------- | ---------------------------------- | ------------------------------- |
|                                 | Coureur                         | Pays                            | Équipe                             | Point(s)                        |
| 1er                             | Simon Geschke                   | Allemagne                       | Cofidis                            | 64 points                       |
| 2e                              | Jonas Vingegaard                | Danemark                        | Jumbo-Visma                        | 52 pts                          |
| 3e                              | Tadej Pogačar                   | Slovénie                        | UAE Team Emirates                  | 46 pts                          |
| 4e                              | Giulio Ciccone                  | Italie                          | Trek-Segafredo                     | 41 pts                          |
| 5e                              | Louis Meintjes                  | Afrique du Sud                  | Intermarché-Wanty-Gobert Matériaux | 39 pts                          |
| 6e                              | Neilson Powless                 | États-Unis                      | EF Education-EasyPost              | 37 pts                          |
| 7e                              | Pierre Latour                   | France                          | TotalEnergies                      | 35 pts                          |
| 8e                              | Thibaut Pinot                   | France                          | Groupama-FDJ                       | 31 pts                          |
| 9e                              | Tom Pidcock                     | Grande-Bretagne                 | Ineos Grenadiers                   | 28 pts                          |
| 10e                             | Anthony Perez                   | France                          | Cofidis                            | 26 pts                          |
| modifier                        |                                 |                                 |                                    |                                 |

| Classement général du meilleur jeune | Classement général du meilleur jeune | Classement général du meilleur jeune | Classement général du meilleur jeune | Classement général du meilleur jeune |
|                                      | Coureur                              | Pays                                 | Équipe                               | Temps                                |
| ------------------------------------ | ------------------------------------ | ------------------------------------ | ------------------------------------ | ------------------------------------ |
| 1er                                  | Tadej Pogačar                        | Slovénie                             | UAE Team Emirates                    | en 67 h 56 min 12 s                  |
| 2e                                   | Tom Pidcock                          | Grande-Bretagne                      | Ineos Grenadiers                     | + 30 min 5 s                         |
| 3e                                   | Brandon McNulty                      | États-Unis                           | UAE Team Emirates                    | + 58 min 21 s                        |
| 4e                                   | Matteo Jorgenson                     | États-Unis                           | Movistar                             | + 1 h 13 min 10 s                    |
| 5e                                   | Andreas Leknessund                   | Norvège                              | Team DSM                             | + 1 h 26 min 54 s                    |
| 6e                                   | Michael Storer                       | Australie                            | Groupama-FDJ                         | + 1 h 44 min 12 s                    |
| 7e                                   | Georg Zimmermann                     | Allemagne                            | Intermarché-Wanty-Gobert Matériaux   | + 2 h 4 min 36 s                     |
| 8e                                   | Kevin Geniets                        | Luxembourg                           | Groupama-FDJ                         | + 2 h 15 min 27 s                    |
| 9e                                   | Fred Wright                          | Grande-Bretagne                      | Bahrain Victorious                   | + 2 h 28 min 55 s                    |
| 10e                                  | Quinn Simmons                        | États-Unis                           | Trek-Segafredo                       | + 2 h 38 min 7 s                     |
| modifier                             |                                      |                                      |                                      |                                      |

| Classement par équipes | Classement par équipes | Classement par équipes | Classement par équipes |
|                        | Équipe                 | Pays                   | Temps                  |
| ---------------------- | ---------------------- | ---------------------- | ---------------------- |
| 1re                    | Ineos Grenadiers       | Grande-Bretagne        | en 203 h 51 min 41 s   |
| 2e                     | Groupama-FDJ           | France                 | + 31 min 39 s          |
| 3e                     | Jumbo-Visma            | Pays-Bas               | + 47 min 41 s          |
| 4e                     | UAE Team Emirates      | Émirats arabes unis    | + 1 h 20 min 55 s      |
| 5e                     | Bora-Hansgrohe         | Allemagne              | + 1 h 28 min 7 s       |
| 6e                     | Movistar               | Espagne                | + 1 h 53 min 0 s       |
| 7e                     | Bahrain Victorious     | Bahreïn                | + 2 h 16 min 22 s      |
| 8e                     | Team DSM               | Pays-Bas               | + 2 h 41 min 47 s      |
| 9e                     | Arkéa-Samsic           | France                 | + 2 h 59 min 24 s      |
| 10e                    | EF Education-EasyPost  | États-Unis             | + 3 h 7 min 11 s       |
| modifier               |                        |                        |                        |

## Abandons
Trois coureurs quittent le Tour lors de cette étape :
- Tim Wellens (Lotto-Soudal) : non partant, test positif à la Covid-19[4]
- Rafał Majka (UAE Team Emirates) : non partant[5]
- Fabio Felline (Astana Qazaqstan) : abandon